# Liste d'écrivains hongrois
- Haut – A
- B
- C
- D
- E
- F
- G
- H
- I
- J
- K
- L
- M
- N
- O
- P
- Q
- R
- S
- T
- U
- V
- W
- X
- Y
- Z

## A
- Emil Ábrányi (1850-1920)
- Ignác Acsády (1845-1904)
- Tamás Aczél (1921-1994)
- Endre Ady (1877-1919)
- Anonymus
- Zoltán Ambrus (1861-1932)
- Lajos Áprily  (1897-1973)
- János Arany  (1817-1882)
- László Arany  (1844-1898)

## B
- Mihály Babits (1883-1941)
- József Bakucz
- Bálint Balassi (1554-1594)
- Béla Balázs (1884-1949)
- Miklós Bánffy (1873-1950)
- János Batsányi (1763-1845)
- László Benjámin (1915-1986)
- József Berda (1902-1966)
- Dániel Berzsenyi (1776-1836)
- György Bessenyei (1747-1811)
- Kata Bethlen (1700-1759)
- Miklós Bethlen (1642-1716)
- Ádám Bodor (1936-)
- Péter Bornemisza (1535-1584)

## C
- László Cholnoky (1879-1929)
- Viktor Cholnoky (1868-1912)
- László Cs. Szabo (1905-1984)
- Géza Csáth (1887-1919)
- Mihály Csokonai Vitéz (1773-1805)
- Sándor Csoóri (1930-2016)

## D
- Tamas Deak (1928-1989)
- Tibor Déry (1894-1977)
- Gábor Devecseri (1917-1971)
- Jenõ Dsida (1906-1938)

## E
- Géza Egger (1987-)
- István Éliássy (1801-?)
- József Eötvös (1813-1871)
- Péter Esterházy (1950-2016)

## F
- Henrietta Fajcsák (1980-)
- Ferenc Faludi (1704-1779)
- György Faludy (1912-2006)
- Mihály Fazekas (1766-1828)
- Milán Füst (1888-1967)

## G
- Erzsébet Galgóczi (1930-1991)
- Gábor Garai (1929-1987)
- Géza Gárdonyi (1863-1922)
- Lorand Gaspar (1925-2019)
- Oszkár Gellért (1882-1967)
- László Gereblyés (1904-1968)
- Attila Gerécz (1929-1956)
- Nándor Gion (1940-2002)
- Lajos Grendel (1948-2018)
- Albert Gyergyai (1893-1981)
- Balázs Györe (1954-)
- Pál Gyulai (1826-1909)

## H
- Anna Hajnal (1907-1977)
- Róbert Hász (1964-)
- Győző Határ (1914-2006)
- Ferenc Herczeg (1863-1954)
- Antal Hidas (1899-1980)
- Elemér Horváth
- János Horváth (1878-1953)
- Miklós Hubay (1918-2011)

## I
- Pál Ignotus (1901-1978)
- Gyula Illyés (1902-1983)

## J
- Zoltán Jékely (1913-1982)
- Mór Jókai (1825-1904)
- Miklós Jósika (1794-1865)
- Attila József (1905-1937)
- Ferenc Juhász (1924-2015)
- Gyula Juhász (1883-1937)

## K
- Margit Kaffka (1880-1918)
- Ferenc Karinthy (1921-1992)
- Frigyes Karinthy (1887-1938)
- György Károly (1953-2018)
- Amy Károlyi (1909-2003)
- Lajos Kassák (1887-1967)
- József Katona (1791-1830)
- Ferenc Kazinczy (1759-1831)
- Zsigmond Kemény (1814-1875)
- Géza Képes (1909-1989)
- Imre Kertész (1929-2016)
- Ákos Kertész (1932-2022)
- Károly Kisfaludy (1788-1830)
- Sándor Kisfaludy (1772-1844)
- József Kiss (1842-1921)
- Ferenc Kölcsey (1790-1838)
- György Konrád (1933-2019)
- Lajos Kónya (1914-1972)
- István Kormos (1922-1977)
- Dezső Kosztolányi (1885-1936)
- Endre Kukorelly (1951-)
- László Krasznahorkai (1954-)
- Ágota Kristóf (1935-2011)
- Gyula Krúdy (1878-1933)
- Arthur Koestler (1905-1983)

## L
- Zsolt Láng (1958-)
- Ervin Lázár (1936-2006)
- József Lengyel (1896-1975)

## M
- Imre Madách (1823-1864)
- Gitta Mallasz (1907-1992)
- Iván Mándy (1918-1995)
- Sándor Márai (1900-1989)
- László Márton (1954-)
- Miklós Mészöly (1921-2001)
- Kálmán Mikszáth (1847-1910)
- Ferenc Molnár (1878-1952)
- Ferenc Móra (1879-1934)
- Zsigmond Móricz (1879-1942)

## N
- Péter Nádas (1942-)
- Lajos Nagy (1883-1954)
- László Nagy (1925-1978)
- Ágnes Nemes Nagy (1922-1991)
- Ákos Németh (1964-)
- László Németh (1901-1975)
- János Nyíri  (1932-2002)
- István Örkény (1912-1979)

## O
- Géza Ottlik (1912-1990)

## P
- Janus Pannonius (1434-1472)
- Anna Pardi (1945-)
- Lajos Parti Nagy (1953-)
- Péter Pázmány (1570-1637)
- Jenő Péterfy (1850-1899)
- András Petőcz (1959-)
- Sándor Petőfi (1823-1849)
- György Petri (1943-2000)
- János Pilinszky (1921-1981)
- Szilárd Podmaniczky (1963-)

## Q
x

## R
- Miklós Radnóti (1909-1944)
- Sándor Rákos (1921-1999)
- Zsuzsa Rakovszky (1950-)
- Ferenc Rákóczy (1967)
- Zsigmond Remenyik (1900-1962)
- György Rónay (1913-1978)

## S
- Imre Sarkadi (1921-1961)
- Sándor Sík (1889-1963)
- István Simon (1926-1975)
- Zoltán Somlyó (1882-1937)
- György Somlyó (1920-2006)
- György Spiró (1946)
- András Sütő (1927-2006)
- Dezső Szabó (1879-1945)
- Lőrinc Szabó (1900-1957)
- Magda Szabó (1917-2007)
- Zoltán Szabó (1912-1984)
- comte István Széchenyi (1791–1860)
- Miklós Szentkuthy (1908-1988)
- Ernő Szép (1884-1953)
- Antal Szerb (1901-1945)
- Domokos Szilagyi (1938-1976)
- Istvan Szilagyi (*1938)
- Dezső Szomory (1869-1944)
- Géza Szőcs (1953-2020)

## T
- Imre Takács (1926-2000)
- Áron Tamási (1897-1966)
- Dezső Tandori (1938-2019)
- János Térey (1970-2019)
- Józsi Jenő Tersánszky (1888-1969)
- György Timár (1929-2003)
- Ottó Tolnai (1941-)
- Árpád Tóth (1886-1928)
- Judit Tóth (1936-)

## U
x

## V
- Mihály Váci (1924-1970)
- János Vajda (1827-1897)
- István Vas (1910-1991)
- Gábor Vaszary (1897-1985)
- György Végh (1919-1982)
- Mihály Vörösmarty (1800-1855)

## W
- Sándor Weöres (1913-1989)

## X
x

## Y
x

## Z
- Zoltán Zelk (1906-1981)
- Lajos Zilahy (1891-1974)
- Miklós Zrínyi (1620-1664)